# Steen Hildebrandt
Steen Hildebrandt (født 22. januar 1944 i Gram, Sønderjylland) er Ph.D. og professor emeritus på Aarhus Universitet og adjungeret professor på CBS og Aalborg Universitet. Forfatter og foredragsholder.

## Karriere
Steen Hildebrandt var elev på Solhverv Kost- og Realskole i Vebbestrup indtil 1961. Elev på Aalborg Handelsgymnasium fra 1961 til 1963. Herefter fortsatte han som studerende på Handelshøjskolen i Aarhus. Han blev cand.merc i 1968, og fik sin Ph.D. i 1975 med en afhandling om implementering af styringsmodeller.
I perioden 1968-1991 var han hhv. amanuensis, lektor og docent først på Erhvervsøkonomisk Institut og senere på Institut for Virksomhedsledelse på Handelshøjskolen i Århus.
I perioden 1991-2014 var han lærestolsprofessor i organisations- og ledelsesteori på Institut for Organisation og Virksomhedsledelse på Handelshøjskolen i Aarhus, senere Aarhus Universitet. I flere perioder institutleder og medlem af fakultetsråd og studienævn. Han har publiceret afhandlinger og videnskabelige artikler i danske og udenlandske tidsskrifter og fagblade. Hans videnskabelige arbejder handler om ledelse, organisationsteori, operationsanalyse, implementering, forandringsledelse, bæredygtighed, mm. Han har beskæftiget sig med og publiceret bøger og artikler om den såkaldte Teori U udviklet af MIT-professor Otto Scharmer. Siden 2015 har han publiceret bøger og artikler om bæredygtighed og om FN's 17 verdensmål og holdt mere end 600 foredrag om verdensmålene. Medlem af bestyrelsen for Center for Systems Awareness, MIT, Boston.
Han har modtaget flere priser for sin forskning og formidling, bl.a. NOAK-Prisen, Hede Nielsen Prisen og Passionsprisen. Senest fik han i 2018 tildelt Statens Kunstfonds Faglitterære pris. Nomineret til Rosenkjærprisen 2020. I ti år valgt som den bedste MBA-underviser. Han har været medlem af flere virksomhedsbestyrelser inden for produktion, service, handel, uddannelse og rådgivning. Han har været partner i og formand for bestyrelsen for rådgivningsvirksomhederne Ankerhus A/S, Århus og  Hildebrandt & Brandi A/S, København og Aarhus. Han har været knyttet til Danmarks Radio, Morgenavisen Jyllands-Posten, Aarhus Stiftstidende, Dagbladet Børsen, Berlingske Tidende, Kristeligt Dagblad og Mandag Morgen som fagredaktør, kronikør, anmelder og kommentator.
Han er forfatter til, redaktør og medredaktør af samt medforfatter til en lang række bøger, artikler, rapporter mm. Medlem af forskellige tænketanke, nævn og råd. Tidligere vismand i Det Nationale Kompetenceråd. Han er knyttet til, medlem af bestyrelsen for, formand for bestyrelsen for og medlem af advisory board for forskellige sociale institutioner, initiativer, foreninger mm. Han er en meget benyttet foredragsholder om ledelses- og samfundsmæssige emner og temaer. Indtil 2021 formand for og nu medlem af Folketingets 2030-Panel. Har siden 2015 arbejdet med FN's 17 verdensmål i en række forskellige sammenhænge, bl.a. som foredragsholder, forfatter og medlem af advisory boards mm.
I 2004 stiftede han i samarbejde med Søren Brandi rådgivningsvirksomheden Hildebrandt & Brandi P/S, Århus og København. 
Hildebrandt er slået til ridder af Dannebrogsordenen. Han er og har været medlem af en række bestyrelser, fx Kaos Piloterne i Århus, Foreningen Børns Livskundskab, Kvindemuseet i Aarhus, Chora 2030, Folkeuniversitetet i Århus, Diakonissestiftelsen, Amrop A/S, H S Hansens Fabrikker A/S, Randi Fabrikkerne A/S, Danmarks Økologiske Jordbrugsfond, Dansk Økojord A/S, Ankerhus A/S, Hildebrandt & Brandi A/S, Merkur Bank, Refugiet Løgumkloster og OPUS A/S. Han er gift og bor på Frederiksberg, og har to voksne børn.
Steen Hildebrandt er professor emeritus på Århus Universitet, adjungeret professor på CBS, Handelshøjskolen i København og adjungeret professor på Institut for Filosofi og Læring på Ålborg Universitet.

## Udvalgt bibliografi
- 1989 Helhedssyn og ledelse. Ankerhus.
- 1991/1997 Ledelse og Kvalitet
- 1995 Børsens Management Leksikon. Børsens Forlag. En række udgaver.
- 1998 Lærende organisationer. Sammen med Søren Brandi. Børsens Forlag. Flere udgaver.
- 2001 Ledelse, ånd og religion. Specialnummer af Ledelse i dag (Steen Hildebrandt & Anders Laugesen red.)
- 2002 Mentor. En Hjertesag. Bliv en bedre leder for dig selv og andre (Sammen med Birgit Toft)
- 2005 Hildebrandt om ledelse. Langsigtet ledelse i en kortsigtet verden.
- 2008 Ledelse for fremtiden - et humanistisk perspektiv. Sammen med Odd Nordhaug og Søren Brandi.
- 2010 Ledelse ifølge Hildebrandt Udgivet på Libris Business.
- 2014 Vækst og bæredygtighed" Udgivet på Libris Business. Flere udgaver.
- 2010 Bæredygtig ledelse. Gyldendal. Sammen med Michael Stubberup. Flere udgaver.
- 2016 Bæredygtig global udvikling. Djøf Forlag. Flere udgaver.
- 2018 Globale mål. Visionen om bæredygtig udvikling. Djøf Forlag. Sammen med Lars Josephsen.
- 2021 Det bæredygtige velfærdssamfund. Verdensmålene som kompas. Forlaget Spintype. Flere udgaver og oplag.
- 2023 Det bæredygtige Danmark. Med verdensmålene mod 2030. Djøf Forlag.